# 千鳥町駅 (神奈川県)
千鳥町駅（ちどりちょうえき）は、神奈川県川崎市川崎区千鳥町にある神奈川臨海鉄道千鳥線の貨物駅である。
工場群の夜景で人気の駅である。

## 歴史
- 1964年（昭和39年）3月25日：開業。
- 2006年（平成18年）8月9日：旭化成ケミカルズ専用線廃止。
- 2008年（平成20年）1月：タンクコンテナによる液体酸化エチレン輸送を開始。同年3月17日に駅構内で出発式を開催。

## 駅構造

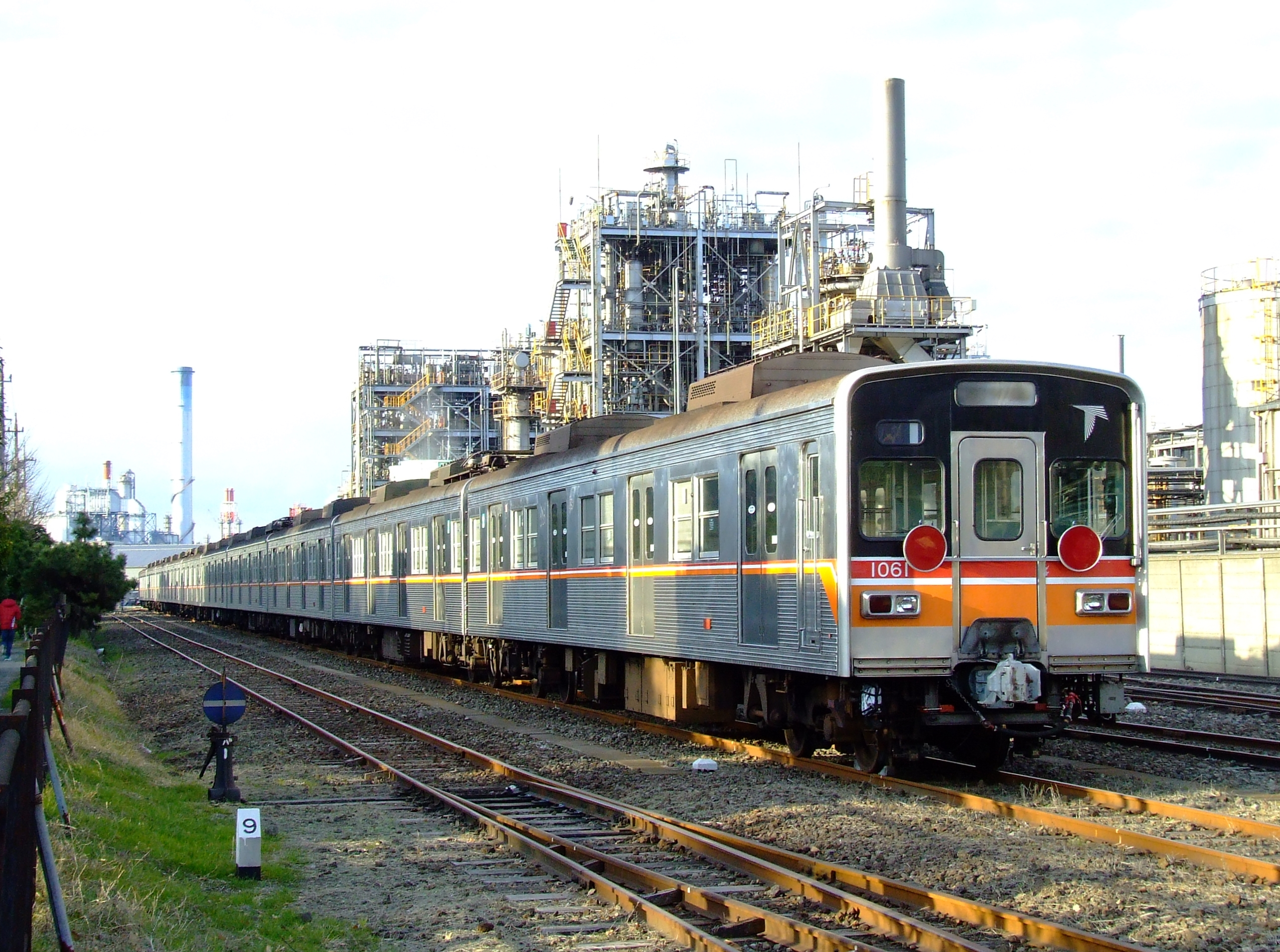
インドネシア輸出のために構内に留置される東葉1000系

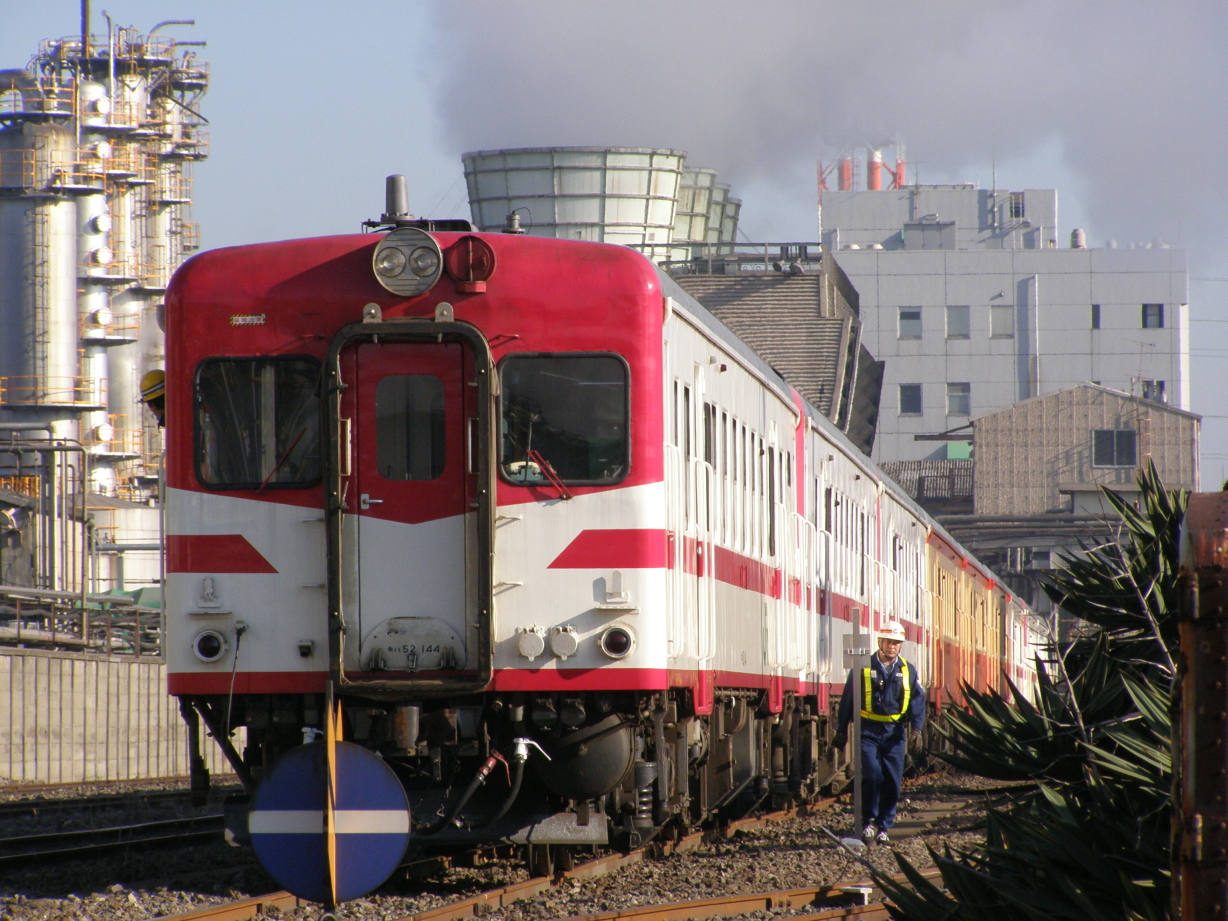
ミャンマー輸出のために構内に留置されるキハ52

四方を運河に囲まれた千鳥町に駅構内が広がる。川崎貨物駅から伸びる千鳥線が千鳥運河を渡るとすぐに線路は2つに分かれる。片方はそのまま直進するが、もう片方は右手へカーブし小規模な操車場へ至る。前者は東線、後者は西群線と呼ばれる。操車場には駅の着発線がある。
西群線の操車場は日本触媒川崎製造所千鳥工場に隣接し、同工場の荷役線（専用線）も存在する。かつては、浮島町駅に隣接する浮島工場のメンテナンス中にエチレングリコールなどの迂回発送が行われていただけだったが、2008年（平成20年）1月に液体酸化エチレンの荷役設備が完成し、タンクコンテナによる輸送が開始された。
西群線の操車場からは、川崎市営埠頭へ向かう線路が伸びている。日本国外へ輸出される車両や、京王電鉄・東京地下鉄向けの甲種車両がここに持ち込まれる。甲種車両はここでトレーラーに積み替えられ、それぞれの車両基地へ運ばれる。この線路からは、かつて全農川崎連合農業倉庫への専用鉄道が分岐していた。
千鳥運河を渡る手前、川崎区夜光付近で千鳥線は旭化成ケミカルズ川崎製造所の前を通る。かつてはこの工場への専用線もあり、青化ソーダを輸送するタンク車やタンクコンテナが発着していた。また、東線から分岐する昭和電工川崎事業所への専用線もあり、同様に青化ソーダの発送が行われていた。この2つの専用線は、2006年8月に廃止された。一度は廃止された東線ではあるが、2008年末より昭和電工川崎事業所への専用線を復活させ、EDTA（エチレンジアミン四酢酸）のタンクコンテナの出荷が開始され、毎日1便設定されている。
1980年代には、これらに加え日本石油化学川崎製造所（現・ENEOS川崎製油所）への専用鉄道や、日商岩井川崎油槽所（現在は双日グループの東京油槽が運営）への専用線があった。

## 取り扱う貨物の種類
当駅はコンテナ貨物および車扱貨物の取扱駅である。
コンテナ貨物は現在、日本触媒専用線からタンクコンテナで発送される液体酸化エチレンを取り扱っている。これらは名古屋臨海鉄道の東港駅（三洋化成工業名古屋工場）や姫路貨物駅へ輸送される。2006年8月まで取り扱っていた旭化成ケミカルズ・昭和電工発送の青化ソーダは、主に二本木駅（日本曹達二本木工場）へ輸送されていた。

## 駅周辺
- 旭化成川崎製造所
- 日本触媒川崎製造所千鳥工場
- 全国農業協同組合連合会川崎連合農業倉庫
- ENEOS川崎製油所
- 日本油脂千鳥工場
- JERA川崎火力発電所

## 隣の駅
神奈川臨海鉄道
千鳥線
川崎貨物駅 - 千鳥町駅